# Pažurovec
 Pažurovec  falu Horvátországban Krapina-Zagorje megyében. Közigazgatásilag Budinščinához tartozik.

## Fekvése
Krapinától 25 km-re délkeletre, községközpontjától 2 km-re északnyugatra a Horvát Zagorje területén fekszik.

## Története
A településnek 1857-ben 90, 1910-ben 169 lakosa volt. A trianoni békeszerződésig Varasd vármegye Zlatari járásához tartozott.
2001-ben 89 lakosa volt.

## Nevezetességei
Márk evangélista tiszteletére szentelt kápolnája 1999-ben épült. A kápolnát 1999. szeptember 11-én szentelte fel Josip Mrzljak zágrábi segédpüspök.